# Les Indes galantes
Pour l’article homonyme, voir Les Indes galantes (Staël).
Les Indes galantes (sous-titré « Ballet héroïque ») est le premier en date des six opéra-ballets de Jean-Philippe Rameau, créé en 1735. Il est composé d'un prologue et de quatre entrées, sur un livret de Louis Fuzelier. Cette œuvre est généralement considérée comme la plus représentative et le chef-d'œuvre du genre de l'opéra-ballet. C'est aussi celle qui aujourd'hui est la plus représentée parmi les œuvres lyriques de Rameau.

## Historique
L’œuvre est créée le 28 août 1735 ; c’est la deuxième composition de Rameau pour la scène, après la tragédie lyrique Hippolyte et Aricie. Elle ne comporte alors que trois entrées, la dernière n’ayant été ajoutée qu’un peu plus tard, lors d’une représentation le 10 mars 1736. Cette structure « à géométrie variable » est permise par l’esprit de l’opéra-ballet, où l’on ne parle pas d’actes, mais d’entrées, pour bien marquer que les différentes parties n’ont entre elles qu’une analogie thématique, et ne constituent en rien une intrigue suivie.
Le genre a été créé par André Campra (L'Europe galante en 1697, puis Les Fêtes vénitiennes en 1710) et Rameau, malgré la pauvreté et les invraisemblances du livret, le porte à son apogée grâce à une musique admirable qui lui assura de très nombreuses représentations au cours du XVIIIe siècle. Alors que Campra racontait des histoires galantes dans différents pays européens, Rameau exploite la même veine à succès mais recherche un peu plus d’exotisme et d'orientalisme dans des Indes très approximatives qui se trouvent en fait en Turquie, en Perse, au Pérou ou chez les Indiens d’Amérique du Nord. L’intrigue ténue de ces petits drames sert surtout à introduire un « grand spectacle » où les costumes somptueux, les décors, les machineries, et surtout la danse tiennent un rôle essentiel.

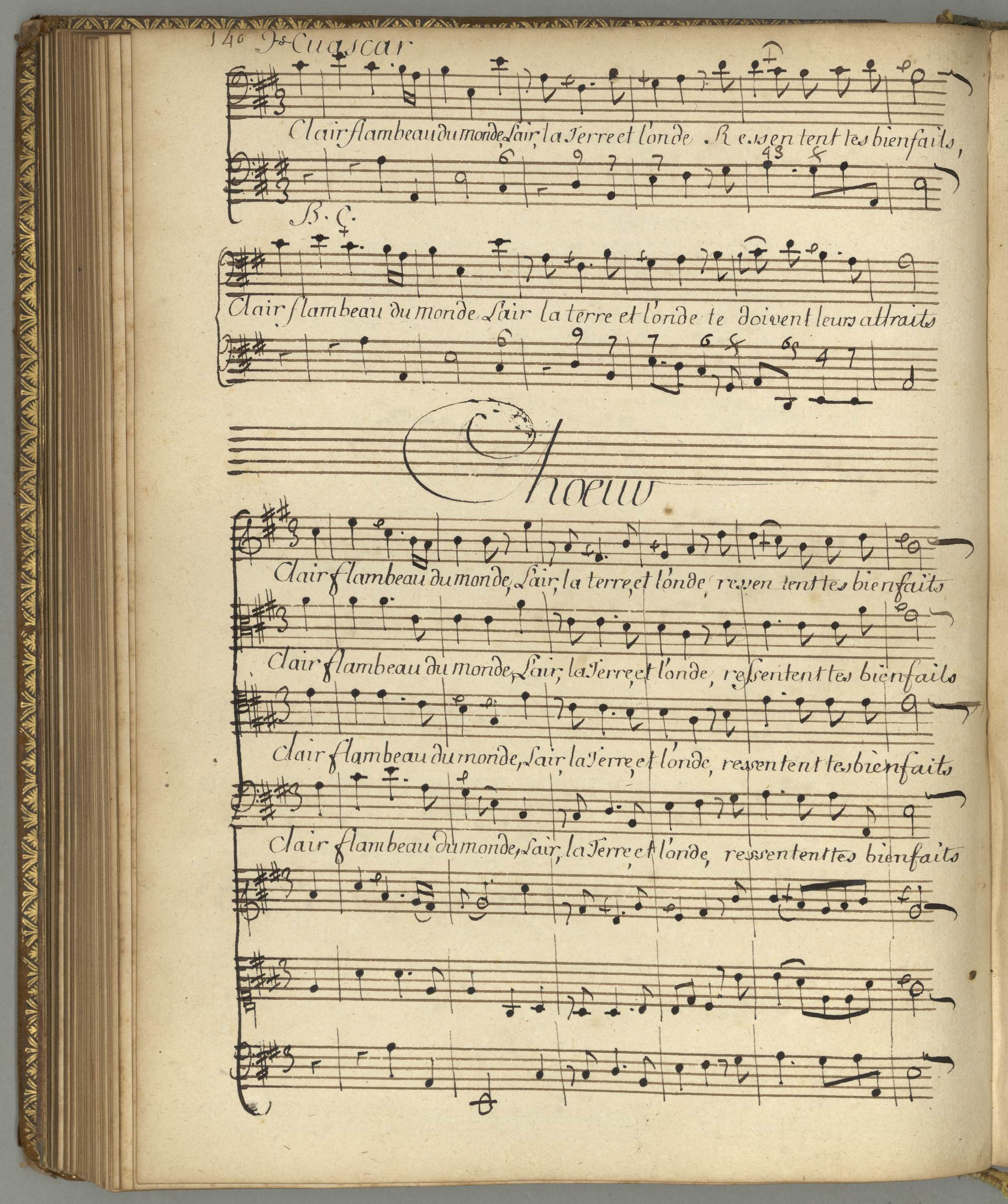
Extrait d'un manuscrit ayant appartenu à Madame Victoire, fille de Louis XV

Les Indes galantes symbolisent l’époque insouciante, raffinée, vouée aux plaisirs et à la galanterie de Louis XV et de sa cour. Elles établissent définitivement Rameau, alors âgé de 52 ans, comme le maître du spectacle lyrique de son temps ; ainsi Hugues Maret rapporte-t-il : 

« On l'accusait d'être incapable de faire de la musique tendre, gaie, légère ; et l'opéra des Indes galantes, dans lequel tous les différents caractères de la musique sont réunis, acheva de fermer la bouche à ses envieux. »

Cette œuvre majeure du répertoire lyrique français a été oubliée pendant plus d’un siècle et demi. C’est en 1925 que la 3e entrée (Les Incas du Pérou) a été reprise à l’Opéra-Comique, et en 1952 que son intégralité a été remise en scène, cette production ayant été reprise en 1957 à l’opéra royal du château de Versailles en présence de la reine d’Angleterre, alors en visite officielle en France.

## Rôles et interprètes des acteurs chantants
| Rôle                                                 | Voix                         | Première, 23 août 1735                   |
| Prologue                                             | Prologue                     | Prologue                                 |
| ---------------------------------------------------- | ---------------------------- | ---------------------------------------- |
| Hébé                                                 | soprano                      | Mlle Eremans                             |
| L'Amour                                              | soprano                      | Mlle Petitpas                            |
| Bellone                                              | Basse-taille (rôle travesti) | Cuignier                                 |
| Première entrée                                      |                              |                                          |
| Émilie                                               | soprano                      | Marie Pélissier                          |
| Valère                                               | haute-contre                 | Pierre Jélyotte                          |
| Osman                                                | basse-taille                 | Jean Dun « fils »                        |
| Deuxième entrée                                      |                              |                                          |
| Phani                                                | soprano                      | Marie Antier                             |
| Don Carlos                                           | haute-contre                 | Pierre Jélyotte                          |
| Huascar                                              | basse-taille                 | Claude-Louis-Dominique Chassé de Chinais |
| Troisième entrée (1re version : août/septembre 1735) |                              |                                          |
| Fatime                                               | soprano                      | Mlle Petitpas                            |
| Zaïre                                                | soprano                      | Mlle Eremans                             |
| Tacmas                                               | haute-contre                 | Denis-François Tribou                    |
| Ali                                                  | basse-taille                 | Person                                   |
| Troisième entrée (2e version : 11 mars 1736)         |                              |                                          |
| Fatime                                               | soprano                      | Mlle Petitpas                            |
| Atalide                                              | soprano                      | Mlle Eremans                             |
| Tacmas                                               | haute-contre                 | Denis-François Tribou                    |
| Roxane                                               | soprano                      | Mlle Bourbonnais                         |
| Quatrième entrée (11 mars 1736)                      |                              |                                          |
| Zima                                                 | soprano                      | Marie Pélissier                          |
| Adario                                               | taille                       | Louis-Antoine Cuvillier                  |
| Damon                                                | haute-contre                 | Pierre Jélyotte                          |
| Don Alvar                                            | basse-taille                 | Jean Dun « fils »                        |

## Rôles et interprètes des acteurs dansants
Le livret, imprimé par Jean-Baptiste-Christophe Ballard, donne le nom des interprètes en 1735 :
| Rôles                   | Interprètes |
| Prologue                | Prologue |
| ----------------------- | --- |
| Les Français            | M. Bontemps et Mlle Fremicourt |
| Les Italiens            | M. Javillier-C. et Mlle Petit |
| Les Espagnols           | M. Dumay et Mlle Thybert |
| Les Polonais            | M. Dupré et Mlle Rabon |
| Les guerriers           | MM. Matignon, Maklter-C. et Savar |
| Les jeux et Plaisirs    | Mlle Le Breton avec Mlles Courcelle, Centuray, Binet et Saint-Germain, et MM. Malter-L., Hamoche                                                    |
| Première entrée         | |
| Les Incas et Péruviens  | M. D-Dumoulin, avec MM. Malter-C., Javillier-L., Bontemps, Dupré, Dumay, Savar, Javillier-C. et Mlles Petit, Carville, Rabon, Fremicourt, Le Breton |
| Deuxième entrée         | |
| Les esclaves afriquains | MM. Savar, Javillier-C., Dumay et Dupré |
| Les matelots            | M. Malter-3., Mlle Mariette, MM. Hamoche, Dangeville, P-Dumoulin, F-Dumoulin et Mlles Petit, Carville, Fremicourt et Thybert                        |
| Troisième entrée        | |
| Zéphire                 | M. D-Dumoulin |
| Borée                   | M. Javillier-L. |
| La Rose                 | Mlle Sallé |
| Différentes fleurs      | Mlles Le Breton, Fremicourt, Thybert, Petit, Courcelle, Centuray                                                                                    |

## Importance de la danse dans l'œuvre
Le livret donne deux informations utiles dans ce domaine : 

« On n'a pas oublié dans toutes ces Entrées le goût que le Public montre à présent pour les Ballets dansants, où il découvre un Dessein raisonné & Pittoresque. »

« Ballet des fleurs.
Ce ballet représente pittoresquement le sort des fleurs dans un Jardin.  On les a personifiées ainsi que Borée & Zéphire, pour donner de l'âme a cette Peinture galante, exécutée par d'aimables Esclaves de l'un et de l'autre sexe.  D'abord les Fleurs choisies qui peuvent briller davantage au Théâtre dansent ensemble, & forment un Parterre qui varie à chaque instant.  La Rose leur Reine danse seule.  La feste est interrompüe par un orage qu'amene Borée ; les Fleurs en éprouvent la colere, La Rose résiste plus longtemps à l'ennemy qui la persecute ; les Pas de Borée expriment son impetuosité & sa fureur ; les attitudes de la Rose peignent sa douceur et ses craintes ; Zéphire arrive avec sa clarté naissante ; il ranime & releve les Fleurs abatues par la tempête, & termine leur Triomphe & le sien par les hommages que sa tendresse rend à la Rose. FIN. »

Marie Sallé, dont la réputation n'était plus à faire, parvint à imposer certaines de ses idées dans ce spectacle dont elle chorégraphia le ballet des fleurs.
Les autres chorégraphes en furent Louis Dupré (également interprète dans l'œuvre) et Michel Blondy.
Rameau utilisa deux danses provençales, le rigaudon et le tambourin, pour la fête des matelots, et une chaconne en rondeau pour la fête des fleurs qui constitue la pièce finale.

## Résumé de l’œuvre

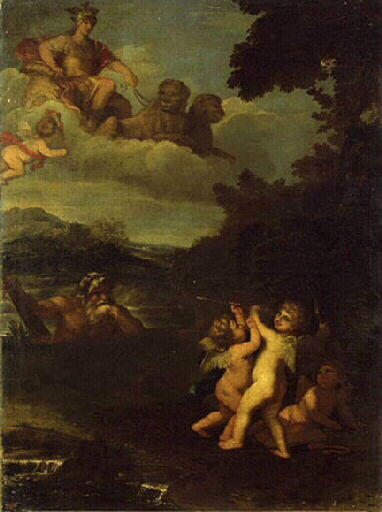
Bellone sur son char (XVIIe siècle).

Une ouverture à la française commence l’œuvre, dans la tradition lullyste (début solennel en notes pointées, intermède fugué plus rapide, retour à la mélodie initiale).

### Prologue
Personnages : Hébé (soprano), Bellone (basse, rôle travesti), l’Amour (soprano, rôle travesti)
Hébé (Mlle Eremans), déesse de la jeunesse, exhorte des troupes de jeunesse française, italienne, espagnole et polonaise à jouir des plaisirs de l’Amour. Danses gracieuses et jeux. Mais Bellone (Cuignier), la déesse de la guerre, paraît et enrôle les jeunes gens, leur promettant la gloire des combats. Hébé en appelle à Cupidon (Mlle Petitpas) lui-même pour qu’il fasse valoir ses droits. Pour compenser le départ des jeunes européens, celui-ci va donc lancer ses traits « sur les plus éloignés rivages », ceux des Indes de pacotille où les actes suivants vont nous conduire. Le duo de l’Amour et d’Hébé :
« Traversez les plus vastes mers,
Volez, volez Amours, volez, volez ! »
est repris par le chœur final qui clôt le prologue.

### 1reentrée:le Turc généreux

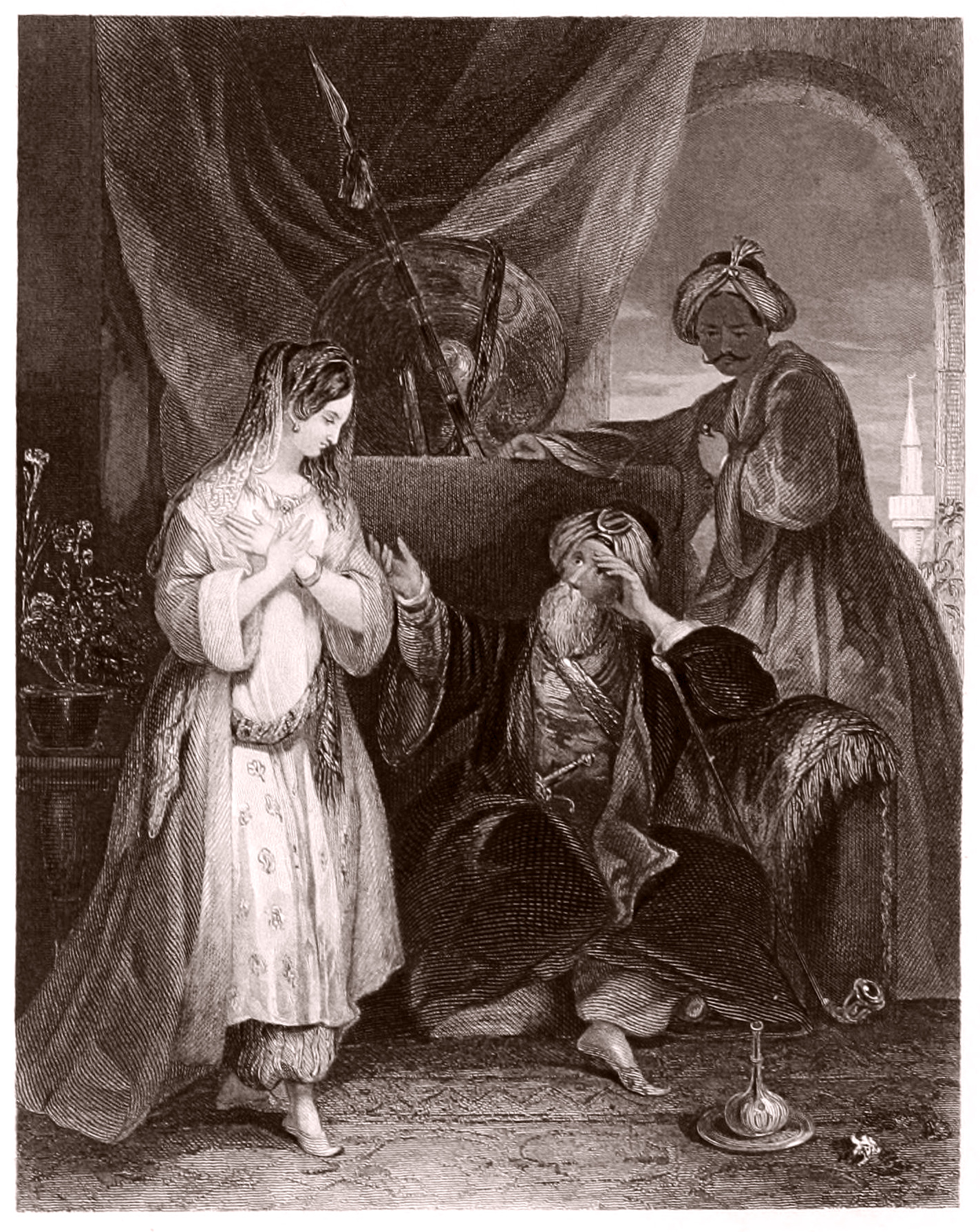

Personnages : Osman (basse), Émilie (soprano), Valère (haute-contre)
Les « Indes » de la première entrée se situent chez les Turcs, quelque part au bord de la mer. Émilie (Mlle Pélissier) est une chrétienne, faite prisonnière par des pirates et devenue l’esclave du pacha Osman (Dun), qui en est amoureux. Mais Émilie repousse ses avances : son cœur est à Valère (Jélyotte), son amant qui la recherche depuis qu’ils ont été séparés. Alors qu’elle est dans les jardins d’Osman, près du rivage, une violente tempête se produit, qui jette à terre un navire et ses matelots. Ceux-ci sont capturés et réduits en esclavage. Parmi eux : Valère, qui vient à rencontrer Émilie. La joie des retrouvailles des deux amants est assombrie par le tragique de la situation. Osman paraît, tout est à craindre. Mais contre toute attente, ce dernier rend à Valère sa bien-aimée et leur donne à tous deux la liberté : il vient de reconnaître dans Valère celui qui, dans le passé, l’avait eu comme esclave et l’avait affranchi ; tous deux se répandent en louanges sur les vertus de l’autre. Danses et réjouissances concluent cette première entrée.

### 2eentrée:les Incas du Pérou

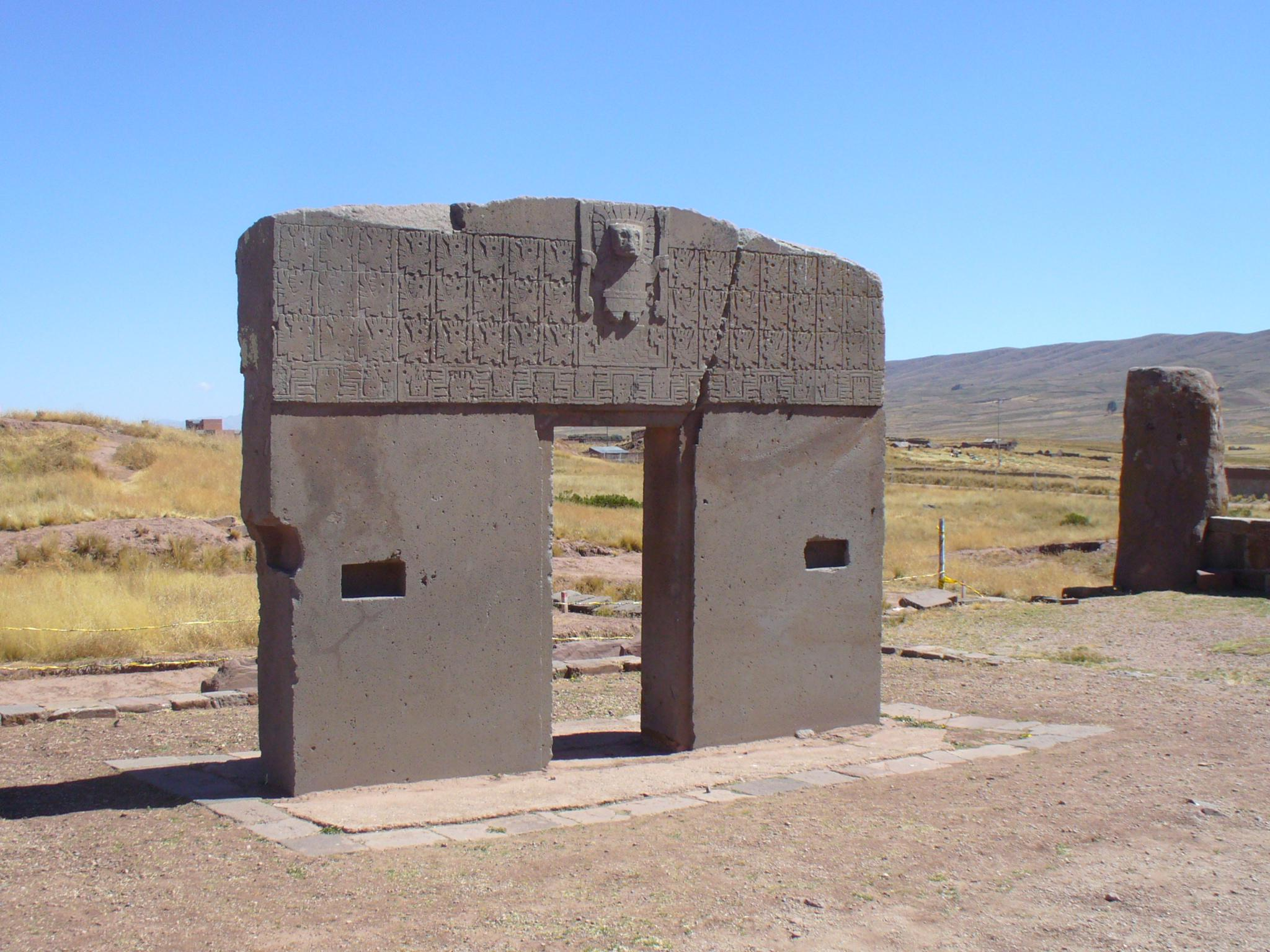
La porte du Soleil.

Personnages : Huascar (basse), Phani (soprano), Don Carlos (haute-contre)
Nous voici chez les Incas, dont le grand prêtre du Soleil, Huascar (Chassé), convoite en secret la princesse Phani (Mlle Antier). Mais celle-ci est l’amante d’un officier espagnol, Don Carlos (Jélyotte). Elle craint pour lui et le décide à s’éloigner car son peuple doit se rassembler pour la grande fête du Soleil. Survient Huascar, qui essaie de faire croire à Phani que les dieux commandent qu’elle l’épouse. Celle-ci n’est pas dupe, et Huascar laisse échapper sa jalousie contre les vainqueurs des Incas, mais les préparatifs de la fête interrompent leur entretien. La fête du soleil est le point culminant de l’entrée, et de tout l’opéra - ceci aussi bien sur le plan musical qu’au niveau de l’expression dramatique.
La première invocation de Huascar est teintée de la nostalgie des temps passés :
« Soleil, on a détruit tes superbes asiles, Il ne te reste plus de temple que nos cœurs. »,
puis il traduit la gratitude des fidèles envers l’astre dispensateur de bienfaits, versets repris en chœur tout comme l’air Clair flambeau du monde. Un troisième air du grand prêtre appelle le soleil à accepter la concurrence de l’amour dans les préoccupations de ses adorateurs. De nombreuses danses entrecoupent toute cette scène, avant qu’un volcan ne se réveille, jetant la terreur sur l’assemblée. La confusion de Phani paraît donner un instant l’avantage à Huascar, qui attribue le malheur au courroux divin, mais Don Carlos fait irruption sur scène, et dévoile la forfaiture de son rival, dont les hommes ont provoqué l’éruption en jetant des rochers dans le cratère. S’ensuit un magnifique trio final, où la félicité de Phani et Don Carlos se mêle au désarroi et au désespoir de Huascar, qui finit par en appeler à la puissance divine pour être enseveli sous une chute de pierres.

### 3eentrée:les Fleurs, fête persane

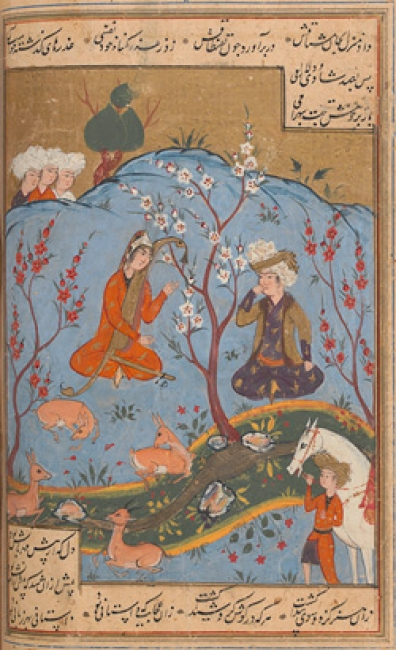

Cette troisième entrée a été ajoutée à la troisième représentation. À l’origine l’opéra-ballet ne comptait que deux entrées.
Personnages : Tacmas (haute-contre), Ali (baryton), Zaïre (soprano), Fatime (soprano)
Cette entrée se passe en Perse, dans le jardin d’Ali (Person), le favori de Tacmas (Tribou), prince persan. La Fête des fleurs doit s’y dérouler le soir-même.
Tacmas, amoureux de Zaïre (Mlle Eremans), une esclave d’Ali, s’est déguisé en marchande du sérail pour connaître les intentions de la jeune femme. Lors de la première scène, les deux hommes s’entretiennent sur leurs sentiments respectifs et il apparaît qu’Ali est de son côté amoureux de Fatime, esclave de Tacmas. Zaïre entre en scène et confie alors à Tacmas, qu’elle n’a pas reconnu, qu’elle est amoureuse. Tacmas ressent de la jalousie pour ce mystérieux rival. C’est alors qu’entre en scène Fatime, déguisée en esclave polonais, venue aussi en ces lieux pour sonder le cœur d’Ali dont elle est éprise. Tacmas la prend pour l’amant de Zaïre et s’apprête à la poignarder. Finalement, les protagonistes se reconnaissent à temps. Ali et Tacmas échangent leurs esclaves et ils partent ensemble à la Fête des fleurs. Différents airs et ballets se succèdent pour marquer la fin de cette entrée.
Cette entrée est communément considérée comme la plus faible de l'opéra-ballet, par l'indigence de son livret qui atteint ici des sommets dans l'invraisemblance de son chassé-croisé amoureux sur fond de déguisements fort peu crédibles ; elle est sauvée par la richesse et la somptuosité de la musique illustrant la Fête des fleurs.

### 4eentrée:les Sauvages

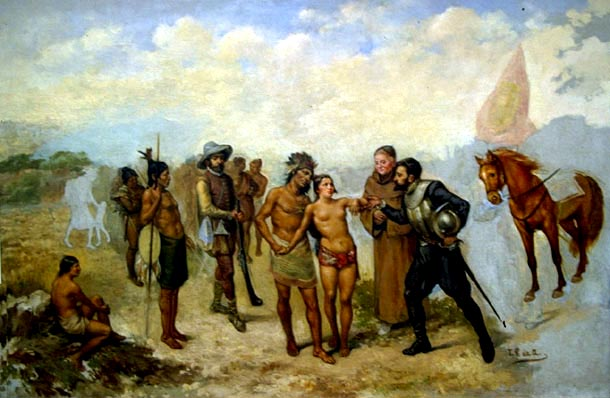
Indiens et conquistadors.

Cette quatrième entrée a été ajoutée en 1736.
Personnages : Adario (taille), Damon (haute-contre), Don Alvar (basse), Zima (soprano)
L’entrée se passe dans une forêt d’Amérique, après une bataille perdue par les Indiens face aux troupes franco-espagnoles, menées par le Français Damon (Jélyotte) et l’Espagnol Don Alvaro (Dun).
L’entrée débute par un monologue d’Adario (Cuvillier), le chef des guerriers indiens, qui se réjouit de la paix retrouvée mais s’inquiète de ne parvenir à conquérir le cœur de Zima (Mlle Pélissier), la fille d’un chef indien, courtisée par les deux officiers européens. Adario se cache afin d’observer ses rivaux. Alvar et Damon font alors la cour à Zima ; l’Espagnol tente de la séduire en lui promettant la fidélité alors que le Français prône l’inconstance amoureuse. Zima rejette cependant les avances des deux militaires et s’offre à Adario qui sort à ce moment de sa cache. La scène finale montre la danse du Grand Calumet de la Paix qui marque la paix retrouvée entre les Sauvages et les armées colonisatrices. La musique est reprise de la célèbre pièce de clavecin du livre de 1728, Les Sauvages. Cette dernière scène est également l’occasion de sceller l’union entre Zima et Adario.
L’opéra-ballet se termine par une imposante chaconne finale.

## Transcription pour le clavecin
Une trentaine des pièces orchestrales des Indes galantes (ouverture et danses) ont été transcrites pour le clavecin par Rameau lui-même, formant une sorte de « suite » dont certaines pièces comportent des indications complémentaires : exemple de La Rose, précisée « pièce croisée ».
La dernière entrée de l'opéra-ballet (intitulée Les Sauvages) comprend quant à elle une pièce saltatoire au rythme endiablé, transposée du Troisième livre de pièces de clavecin publié en 1728, dont elle reprend le titre.

## Cinéma et danse
Sauf indication contraire, les informations mentionnées dans cette section peuvent être confirmées par le générique de fin de l'œuvre audiovisuelle présentée ici, ainsi que par la base de données cinématographiques IMDb,  présente dans la section « Liens externes ».
- 2002 : Embrassez qui vous voudrez de Michel Blanc - Danse du Grand Calumet de la Paix
- 2010 : De vrais mensonges de Pierre Salvadori - Danse du Grand Calumet de la Paix
- 2017 : Les Indes galantes de Salut c'est cool et Martin Carolo
- 2017 : Les Indes galantes, court métrage de Clément Cogitore, avec le concours d’un groupe de danseurs de krump, et de trois chorégraphes : Bintou Dembélé, Grichka et Brahim Rachiki[8],[9]
- 2020 : Indes galantes[10], documentaire de Philippe Béziat sur les préparatifs et les répétitions de l'opéra de Jean-Philippe Rameau, créé en 2019 à l'Opéra Bastille à Paris Mise en scène : Clément Cogitore ; chorégraphie ; Bintou Dembélé ; direction musicale : Leonardo García Alarcón.

## Discographie
- Les Arts florissants dir. William Christie (3 CD Harmonia Mundi 1991) (OCLC 987770233) Les barytons Camille Maurane (Philips) et Gérard Souzay (Decca) ont chacun laissé un enregistrement remarqué de l'Invocation d'Huascar.